# 張佶 (明朝)
張佶（1445年—？），字習之，河南南陽府鄧州人，直隸徐州民籍。明朝政治人物。進士出身。

## 生平
成化四年（1468年）戊子科應天府鄉試第八十九名。成化八年（1472年）壬辰科會試第二十名，殿試登進士第三甲第十四名。

## 家族
曾祖父張道仁。祖父張廣。父亲張茂。